# فندق إنتركونتيننتال الكويت
فندق إنتركونتيننتال الكويت هو فندق يقع في مدينة الكويت في منطقة السالمية، يحتوي على 200 غرفة، يبعد الفندق مجرد مسافة قريبة سيراً على الأقدام من مارينا مول.